# Miomancia

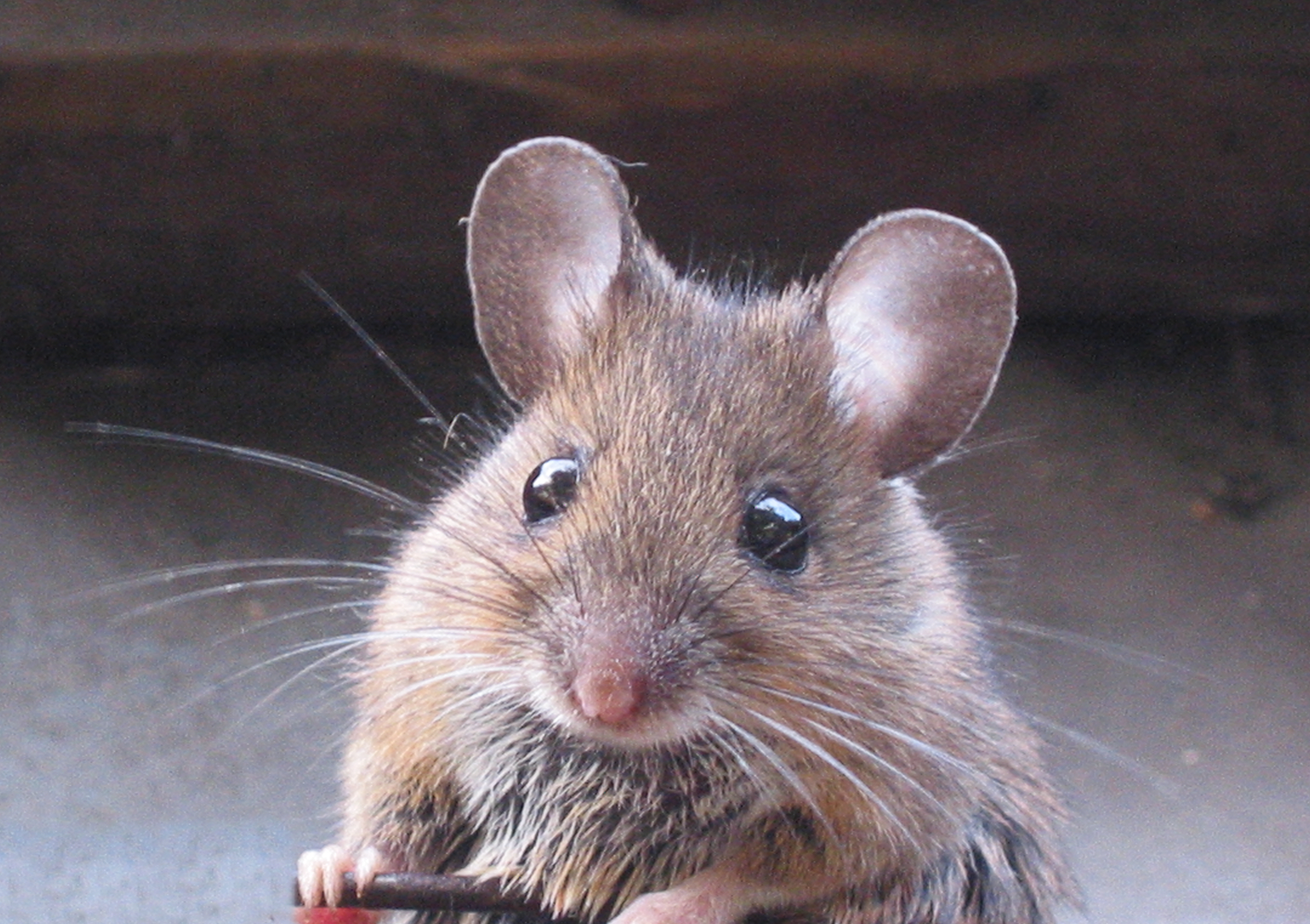
roedor de malos presajios

Miomancia (de myo- ratón + -mancy mediante adivinación) es la práctica de leer presagios a partir del comportamiento de las ratas o ratones, un método de adivinación que podría ser implicado en el verso de Biblia del libro de Isaías 66:17.
En el contexto de la historia Occidental, algunas vocalizaciones de las ratas o ratones (sus particulares chillidos) y otros fenómenos, incluyendo casos de daño severos producido por los roedores, se tomó como una señal predictiva del mal. Por ejemplo, Claudio Eliano refiere cómo Quinto Fabio Máximo  dimitió de la dictadura como consecuencia de un aviso de estas criaturas. Según Varrón, Cassius Flaminius se retiró de la orden de caballería por la misma razón.
Horapolo describe la rata como un símbolo de destrucción. Según Heródoto, el intento de Sennaquerib de invadir Egipto fue frustrado debido a que las armas de su ejército fueron sistemáticamente destruidas por ratas la noche anterior a la que debían atacar.
La palabra hebrea para ratón se deriva de una raíz que significa separar, dividir o juzgar. Uno de los comentaristas de Horapolo remarca que el ratón tiene un gusto finamente discriminatorio. Un manuscrito egipcio en la Biblioteca Nacional de Francia en París contiene la representación de un alma que va a juicio en el cual una de las figuras está descrita llevando la cabeza de una rata que lleva una peluca tradicional de juez.